# Бландуе
Бландуе (фр. Blandouet) насеље је и општина у западној Француској у региону Лоара, у департману Мајен која припада префектури Лавал.
По подацима из 2011. године у општини је живело 198 становника, а густина насељености је износила 17,48 становника/km². Општина се простире на површини од 11,33 km². Налази се на средњој надморској висини од 160 метара (максималној 225 m, а минималној 88 m).

## Демографија
| 1962. | 1968. | 1975. | 1982. | 1990. | 1999. | 2011. |
| ----- | ----- | ----- | ----- | ----- | ----- | ----- |
| 196   | 208   | 169   | 159   | 151   | 157   | 198   |

График промене броја становника у току последњих година